# Valley View (comté de York, Pennsylvanie)
 (août 2025).
Valley View est une census-designated place située dans le comté de York, dans l’État de Pennsylvanie, aux États-Unis. Lors du recensement de 2020, elle compte 2 926 habitants.